# Roland (Oklahoma)
Roland – miejscowość w Stanach Zjednoczonych, w stanie Oklahoma, w hrabstwie Sequoyah.